# 伊凡·諾幹
伊凡·諾幹，台灣文化人類學、民族學研究者，台灣原住民族泰雅族人，曾用漢名林文正。
他在國立台灣大學取得學士學位，在日本東京大學取得碩士學位並修畢博士班課程。
在中央研究院民族學研究所做了7年研究工作，2002年9月1日出任考試院考試委員，蔡英文政府時期出任行政院政務顧問。